# Inversione di freddo Huelmo/Mascardi
L'inversione di freddo Huelmo/Mascardi (in inglese Huelmo/Mascardi Cold Reversal, HMCR) è il nome dato a un evento di raffreddamento nel Sud America verificatosi tra gli 11.400 e 10.200 anni 14C BP.  Esso inizia circa 550 anni prima del raffreddamento del Dryas recente nell'Emisfero Settentrionale, ed entrambi i periodi finirono circa nello stesso tempo.
L'evento prese il nome dai siti di Huelmo, Cile, e del Lago Mascardi, Argentina (Parco Nazionale di Nahuel Huapi) dove esso venne rilevato e datato.
L'evento dell'HMCR inizia con un'accentuazione del periodo di raffreddamento il quale iniziò 12.400 14C anni BP.  L'inizio dell'evento di 11.400 14C anni BP (13.400 anni calendario BP) ebbe luogo 400-700 anni prima dell'inizio del Dryas recente.  La data finale di 10.200 14C anni BP (circa 11.500 anni cal BP) è difficile da calibrare per un anno di calendario perché essa ebbe luogo durante una stabilizzazione dell'età del radiocarbonio.  La fine dell'HMCR marcò anche la fine del periodo di raffreddamento.

## Fonti
- Irka Hajdas, Georges Bonani, Patricio I. Moreno and Daniel Ariztegui, Datazione precisa con il radiocarbonio riguardo al raffreddamento nel periodo Tardo-Glaciale alle medie-latitudini in Sud America, in Quaternary Research, vol. 59, 1ª ed., 2003,  pp. 70–78, DOI:10.1016/S0033-5894(02)00017-0.